# Луанхъ
Луанхъ (на китайски: 滦河; на пинин: Luánhé) е река в Северен Китай, провинция Хъбей и автономен регион Вътрешна Монголия, вливаща се в Ляодунския залив на Жълто море. Дължина 877 km, площ на водосборния басейн 44 900 km². Река Луанхъ води началото си под името Шяндянхъ, на 1728 m н.в., в платото Вейчан, от северното подножие на връх Хоудиншан, в провинция Хънан. В горното течение преминава през автономен регион Вътрешна Монголия, като образува голяма изпъкнала на север дъга. След устието на левия си приток Хъйфънхъ, вече под името Луанхъ завива на югоизток (запазва това направление до устието си), отново се връща на територията на провинция Хъбей и чрез живописни проломи пресича системата от хребети на планината Жъхъ, като образува бързеи и прагове. В най-долното си течение излиза от планините, тече през най-северната част на Голямата Китайска равнина и са влива в югозападната част на Ляодунския залив на Жълто море. Основни притоци: леви – Хъйфънхъ, Торгенхъ, Исунхъ, Жъхъ, Баохъ, Чанхъ; десни – Синимоухъ, Люхъ, Санхъ. Среден годишен отток в устието 140 m³/s. Има ясно изразено лятно пълноводие в резултат на мусонните дъждове през сезона. Луанхъ носи огромно количество наноси, които са от порядъка на 6,3 kg/m³. В най-долното си течение е плавателна за плитко газещи речни съдове. Най-голямото селище по течението ѝ е град Чендъ.